# Barkskins – Aus hartem Holz
Barkskins – Aus hartem Holz ist eine amerikanische Historien-Dramaserie über Neufrankreich von Elwood Reid, basierend auf dem Roman Barkskins (in Deutschland Aus hartem Holz) von Annie Proulx, die als Executive Producer an der Serie mitwirkte. Die achtteilige erste Staffel erschien in den Vereinigten Staaten ab dem 25. Mai und in Deutschland ab dem 10. August 2020 auf dem jeweiligen National Geographic Channel.

## Handlung
Die Serie spielt im späten 17. Jahrhundert im stark bewaldeten Neufrankreich, der damaligen französischen Kolonie in Nordamerika, wo englische wie französische Siedler und Ureinwohner um den Anspruch auf Land und Macht kämpfen. Mit Barkskins (wörtlich Rindenhäute, also: Menschen mit Haut aus Holz) bezeichnete Romanautorin Proulx Männer, die im Wald arbeiten und etwa als Holzfäller dienen.
Auf Booten kommen in der Siedlung Wobik (im Gebiet des heutigen Québec in Kanada) männliche Immigranten zur Arbeit in Indentur-Verhältnis, also Vertragsknechtschaft, an sowie junge Frauen als Filles du Roi, um mit den Männern der Siedlung vermählt zu werden und diese weiter zu bevölkern. Der exzentrische Seigneur Monsieur Claude Trepagny, der das größte Stück Land der Kolonie besitzt, kauft zwei Immigranten für Holzfällerarbeiten, den arbeitsamen und pflichtbewussten René Sel und den unwilligen und schäbigen Charles Duquet, der allerdings sehr früh entflieht, und heiratet die Fille du Roi Melissande, obwohl er mit einer Wyandot-Frau einen Sohn hat und zusammenlebt.
Nachdem es bei Wobik ein Massaker an französischen Siedlern durch Irokesen gegeben hat, die von dem Engländer Cooke angestiftet worden waren, kommt Hamish Goames, ein Vertreter der Hudson’s Bay Company, her, um nach seinem verschwundenen Schwager Cross zu suchen, wobei er zwei Überlebende des Massakers findet: einen verstörten Priester und ein wildes Mädchen.

## Episodenliste
| Nr. | Deutscher Titel             | Originaltitel    | Erstausstrahlung Land | Deutschsprachige Erstausstrahlung (D) | Regie            | Drehbuch                       |
| --- | --------------------------- | ---------------- | --------------------- | ------------------------------------- | ---------------- | ------------------------------ |
| 1 | Neufrankreich               | New France       | 25. Mai 2020          | 10. Aug. 2020                         | David Slade      | Elwood Reid                    |
| Boote mit Immigranten und Filles du Roi kommen in Wobik an. Trepagny kauft zwei Arbeiter zum Holzfällen. Die Mädchen kommen zu Mutter Sabrine, die überprüfen will, ob sie intakt sind. Nach einem Massaker an französische Siedler durch Irokesen wurden diese aufgehängt und ein Vertreter der Hudson’s Hat Company ist verschwunden. Goames befragt einige Siedler und findet im Wald zwei Überlebende: einen Priester und ein Mädchen. |                             |                  |                       |                                       |                  |                                |
| 2 | Der Schildkrötenkönig       | The Turtle-King  | 25. Mai 2020          | 10. Aug. 2020                         | David Slade      | Elwood Reid                    |
| Trepagnys Arbeiter Duquet flieht in den Wald und landet am Rande eines Eingeborenenstammes. Mutter Sabrine besucht mit den Frauen Claudette, die bereits verheiratet ist. Melissande hilft ihr, ein Ungeborenes fehlgehen zu lassen. Die Überlebenden des Massakers kommen im Gasthof der Geffards unter. Lafarge tötet den Wirt und sein Sohn Thom entführt das Mädchen, doch dank Trepagny kann sie entkommen und kehrt zu Mathilde Geffard zurück, die das Mädchen Renadette nennt. |                             |                  |                       |                                       |                  |                                |
| 3 | Die gezuckerte Pflaume      | The Sugared Plum | 1. Juni 2020          | 17. Aug. 2020                         | Lukas Ettlin     | Elwood Reid & Adam Glass       |
| Lafarge stirbt bei einem Angriff auf Goames im Wald. Nachdem die Eingeborenen Duquet abweisen, wirbt er bei Cooke um eine Anstellung und soll für diesen Thom bewachen. Die Priestergemeinde holt den Priester aus dem Gasthof und befragt ihn unter Schlägen. Ein Fest findet statt, damit die Männer der Siedlung die Frauen kennenlernen, wozu auch Trepagny erscheint, um den Melissande mit ihrem Verstand wirbt. |                             |                  |                       |                                       |                  |                                |
| 4 | Am Pranger                  | The Law of Two   | 1. Juni 2020          | 17. Aug. 2020                         | Courtney Hunt    | Elwood Reid & Kseniya Melnik   |
| Die Irokesen holen die Leichen ihrer Männer ab und entführen einen Priester. Sel, der sie im Wald sieht, wird von ihnen gefangengenommen. Mathilde Geffard berichtet Constable Bouchard von Cookes und Lafarges Verstrickungen, worauf Bouchard Cooke an den Pranger stellt. Statt Thom umzubringen, bezahlt Duquet ihn, nach Québec zu gehen. Goames erkundigt sich bei der Company nach Cooke, mit dem er zusammenarbeiten soll. Die Filles du Roi werden mit den Männern ihrer Wahl vermählt. Trepagny führt Melissande auf sein Land, wo sie miteinander schlafen; Delphine wiederum verweigert ihrem Mann Gasquet den Beischlaf. |                             |                  |                       |                                       |                  |                                |
| 5 | Buttermilch                 | Buttermilk       | 8. Juni 2020          | 24. Aug. 2020                         | Darren Grant     | Elwood Reid & Walter Kirn      |
| Delphine löst ihre Vermählung, weil sie von einem Gewalttäter markiert worden war, und erhält eine Stellung bei Geffard. Der Statthalter von Québec kommt nach Wobik. Er befreit Cooke und lässt Trepagny den Auftrag geben, mit den Wendet zu verhandeln. Während diesem Sel fehlt, kommt es zu Spannungen zwischen Melissande und Mari. Goames findet Thom tot am Fluss und bestattet ihn. Im Gasthaus taucht Cross auf. |                             |                  |                       |                                       |                  |                                |
| 6 | Ein Fass Pistolen           | The Wobble       | 8. Juni 2020          | 24. Aug. 2020                         | Dan Attias       | Elwood Reid & Sheri Holman     |
| Trepagny und Bouchard töten die Irokesen, die Sel gefangengenommen haben, der sich befreien kann. Während Trepagny unterwegs ist, geht Melissande nach Wobik, wo sie Delphine wiedersieht. Cross bittet Goames, der Company zu sagen, er sei tot. Duquet erpresst Cooke mit dem Wissen um ein Fass Pistolen, die zur Bewaffnung der Irokesen gedacht waren, derweil Cross Goames ebendiese Pistolen zeigen will. |                             |                  |                       |                                       |                  |                                |
| 7 | Wie Bienen in einer Flasche | Bees in a Bottle | 15. Juni 2020         | 31. Aug. 2020                         | Louise Friedberg | Elwood Reid & Migizi Pensoneau |
| Cooke, der Interesse an Delphine zeigt, erhält den Auftrag, gemeinsam mit Nonnen die Leichen der Priester abzuholen. Er stellt bei Geffard mehr Fässer mit Pistolen unter. Trepagny kehrt mit Melissande und Sel auf sein Land zurück. Im Wald tötet Goames Cross und wird von Bill Selby zu den Irokesen geführt, die Cookes Truppe überfallen. Um ihre Leben zu bewahren, verspricht Cooke ihnen Pistolen. |                             |                  |                       |                                       |                  |                                |
| 8 | Erbarmungslose Tiere        | The Black Sun    | 15. Juni 2020         | 31. Aug. 2020                         | Lukas Ettlin     | Elwood Reid & Jason Sack       |
| Vor ihrer eigenen Hochzeitsfeier wünscht Melissande, dass Mari und Sel vermählt werden. Mari betäubt Trepagny so, dass Melissande und Sel ihn für tot halten. Duquet bringt den Irokesen Cookes Pistolen und das Mädchen Renadette, nach der darauf Geffard und Bouchard im Wald suchen. Goames will, dass sie Wobik verschonen, doch Selby schießt ihn nieder. Als er in den Wald flieht, rettet Renadette ihn vor dem Tod. Schließlich fallen die Irokesen in Wobik ein. |                             |                  |                       |                                       |                  |                                |

## Besetzung und Synchronisation
Die deutschsprachige Synchronisation entstand durch die Cinephon Filmproduktions GmbH unter der Dialogregie von Wolfgang Ziffer.
| Rolle                     | Beschreibung                             | Darsteller        | Episoden | Synchronsprecher          |
| ------------------------- | ---------------------------------------- | ----------------- | -------- | ------------------------- |
| Hamish Goames             | Vertreter der Hudson’s Bay Company       | Aneurin Barnard   | 1–8      | Ricardo Richter           |
| Yvon                      | Ojibwe, Mann der Company                 | Zahn McClarnon    | 1–8      | Jaron Löwenberg           |
| Claude Trepagny           | Landbesitzer                             | David Thewlis     | 1–8      | Bernd Vollbrecht          |
| René Sel                  | Indenturarbeiter für Trepagny, barkskins | Christian Cooke   | 1–8      | Tobias Nath               |
| Charles Duquet            | Indenturarbeiter für Trepagny, barkskins | James Bloor       | 1–8      | Constantin von Jascheroff |
| Mari                      | Wyandot-Frau, lebt mit Trepagny          | Kaniehtiio Horn   | 1–8      | Natascha Geisler          |
| Melissande                | Töchter des Königs                       | Tallulah Haddon   | 1–8      | Maria Hönig               |
| Delphine                  | Töchter des Königs                       | Lily Sullivan     | 1–8      | Lydia Morgenstern         |
| Mathilde Geffard          | Pensionswirtin                           | Marcia Gay Harden | 1–8      | Bettina Weiß              |
| Constable Bouchard        | Ordnungshüter in Wobik                   | David Wilmot      | 1–8      | Jürgen Kluckert           |
| Elisha Cooke              | Fassbinder, englischer Geschäftsmann     | Thomas M. Wright  | 1–8      | Marcus Off                |
| Renadette                 | Überlebende des Massakers                | Lola Reid         | 1–8      |                           |
| Father Clape              | Überlebende des Massakers                | Steven McCarthy   | 1–3, 5–7 | Wolfgang Ziffer           |
| Mutter Sabrine            | Oberin, Erzieherin der Filles du Roi     | Leni Parker       | 1–5, 7   | Agnes Hilpert             |
| Gus Lafarge               | Handwerker, Cookes Handlanger            | Matthew Lillard   | 1–3      | Lutz Schnell              |
| Thom Lafarge              | Lafarges Sohn                            | Kyle Breitkopf    | 1–5      |                           |
| Randall Cross             | vermisster Mann der Company              | Andreas Apergis   | 5–7      | Viktor Neumann            |
| De Fer                    | Statthalter von Québec                   | Rémy Girard       | 5–7      | Axel Lutter               |
| Bill Selby                | englischer Unterstützer der Irokesen     | Alex Ferns        | 5–8      | Michael Iwannek           |
| Ratahsenthos              | Irokesen                                 | Rykko Bellemare   | 4–8      | Torben Liebrecht          |
| Häuptling Tehonikonhraken | Irokesen                                 | Eric Schweig      | 7–8      |                           |

## Produktion und Ausstrahlung
Im Januar 2016 erwarb National Geographic in Partnerschaft mit Scott Rudin Productions die Verfilmungsrechte an dem zu dem Zeitpunkt noch unveröffentlichten Roman von Annie Proulx, um eine Serie zu entwickeln. Im Dezember 2018 gab National Geographic der von Elwood Reid kreierten Serie grünes Licht für eine erste Staffel von zehn Episoden. Aus dem Roman, der in 700 Seiten eine Zeitspanne von 300 Jahren umfasst, adaptierte Reid für die erste Staffel die ersten hundert Seiten, wobei mit insgesamt fünf Staffeln geplant wurde.
David Slade, der bei den ersten beiden Episoden Regie führte, fungierte außerdem als weiterer Executive Producer. Gedreht wurde die Staffel am Handlungsort in den Wäldern von Québec. Aufgrund der Zeit, die es nahm, das Set aufzubauen, und des Wetters zum Ende der Produktion wurde die Staffel auf acht Episoden gekürzt. Bei Saint-Gabriel-de-Valcartier wurde für die Serie eigens ein Dorf im Stil des 17. Jahrhunderts errichtet. Die Produktion umfasste 300 Personen und ein Budget von 60 Millionen Dollar, womit es die bislang größte in Quebec war. Die Dreharbeiten fanden von Juni bis November 2019 statt.
Premiere hatte die Staffel am 25. Mai 2020, dem Memorial Day, und erschien in Doppelfolgen wöchentlich bei National Geographic sowie jeweils einen Tag später bei Hulu. In Deutschland erschien sie auf dem Ableger des National Geographic Channel an dem 10. August 2020 ebenfalls in Doppelfolgen.
Das errichtete Dorf aus 21 Häusern wurde im März 2021 von einem anonymen Unternehmer zum Verkauf angeboten und im Juni von der Gemeinde Saint-Felix-d’Otis in der Region Saguenay-Lac-Saint-Jean für 200.000 Dollar aufgekauft, die bereits 1991 die Kulissen des Films Robe noire als historische Attraktion gekauft hatte, welche nun durch die neuen Gebäude ersetzt werden sollen.

## Rezeption

### Zuschauer
| Episode      | Datum         | Zuschauer | 18–49 Jahre |
| ------------ | ------------- | --------- | ----------- |
| 1.01         | 25. Mai 2020  | 994.000   | 120.000     |
| 1.02         | 25. Mai 2020  | 655.000   | 70.000      |
| 1.03         | 1. Juni 2020  | 655.000   | 70.000      |
| 1.04         | 1. Juni 2020  | 573.000   | 50.000      |
| 1.05         | 8. Juni 2020  | 762.000   | 80.000      |
| 1.06         | 8. Juni 2020  | 586.000   | 40.000      |
| 1.07         | 15. Juni 2020 | 788.000   | 70.000      |
| 1.08         | 15. Juni 2020 | 622.000   | 30.000      |
| Durchschnitt | Durchschnitt  | 704.000   | 70.000      |

### Kritiken
Barkskins erhielt ein durchwachsenes Presseecho, was sich auch in den Auswertungen US-amerikanischer Aggregatoren widerspiegelt. So erfasst Rotten Tomatoes 55 % positive Besprechungen und ordnet die Serie dementsprechend als „Gammelig“ ein. Metacritic deutet eine durchschnittliche Bewertung von 65/100 als „Grundsätzlich Wohlwollend“.
Allison Keene für Paste urteilt, das Wundervolle wie auch Frustrierende bei Barkskins sei, dass dort so viele gute Geschichten erzählt werden, die sich nur streifend überschneiden, dass ein Szenenwechsel sich anfühle wie auf einen anderen Kanal zu schalten. Die Serie sei wunderschön produziert, aber dennoch ausreichend schmutzig, kahl und klaustrophobisch in der Darstellung vom Grenzleben entlang der wilden, ungezähmten Landschaft.
Steve Greene von Indie Wire, der die Note B befindet, schreibt, auf der Oberfläche erscheine die Serie als historisch-fiktionales Prestigestück, dessen Personal ein Querschnitt der Art Figuren sei, die man gewöhnlich in solchen Geschichten über die frühe Kolonialisierung Amerikas sieht, etwa der Vertreter der Handelsgesellschaft, der beobachtende Gastwirt und der ehrgeizige Unternehmer. Doch im Verlauf der acht Episoden gebe es Hinweise, dass Barkskins versuche, tiefer zu graben als die oberflächliche Aufmachung ähnlicher Geschichten. So seien die hervorstechenden Teile diejenigen, die sich von den Konventionen lösen.
Liz Shannon Miller für Collider schreibt, Historiendramen seien am stärksten, wenn sie über bereits gehörte Geschichten hinausblicken und Figuren präsentieren, die nicht oft beleuchtet werden (also andere als nur weiße Männer). Daher hebt sie die Darsteller kanadischer Ureinwohner hervor, von denen es zwar zu Beginn nicht viele gibt, aber Zahn McClarnon und Kaniehtiio Horn hervorstechen, sowie die Frauenfiguren, die die Handlung über eine Geschichte des Typs „bärtige Männer gegen die Wildnis“ erheben.